# 營利學校
營利學校（英語：For-profit school），泛指獲得該國政府或教育部認可但是以營利為導向的教育機構；或由財團所創辦以營利為主的私立學校，創立宗旨為「教育商品化」、「營利性教育」（For-profit education）。這些學校每年所賺得的錢可能直接落入創辦人或創校財團囊中。
有些營利學校為了賺取更多的金錢，常以低的入學標準來審查申請入學的學生。他們所頒授的學位或證書雖然是正規學歷，不單在法律上完全沒問題，亦被國家教育主管部門、一般正規大學僱主所承認，但這些學位或證書往往入學標準及考核標準都不高、以致社會的認受性不佳。雖然很多時候這類學校常常會被貶稱為「學店」，但絕對不應與野雞大學混淆。
私立學校不一定是營利學校或學店，有些私立學校是非牟利性質，許多私立名校（例如哈佛大學、斯坦福大學）可以在高收費之餘也能提供高品質畢業生，即使是牟利學校也不一定是學店，學店專指高收費但整體質素普遍低下的學校，定義也與野雞大學不同，學店和野雞大學雖然一樣可「用錢買文憑」，但是學店一般仍然會提供課程，與野雞學校純粹販賣文憑且不被承認不同。而被稱為學店的中小學往往是考試主導而不重視學生的五育平均發展，教學方面著重於應試技巧而非知識傳授，甚至教唆學生以抄襲、作弊等不正當手法取得成績。（坎貝爾定律的實例）一些學店採用品味低俗的宣傳手法亦為人所詬病，認為對學生有不良影響。一些學店採用品味低俗的宣傳手法亦為人所詬病，認為對學生有不良影響。

## 學店的特徵

### 免試入學
以免試入學的方式招收學生的學校。

### 獨立招生
以單獨招生之名，達成不被當地教育部門所判定出局的招生方式，專門招收各地後段學校之學生，只設簡單考試，作為入學門檻，但事實上也是只交券就有學店可念的招生方式。

### 低入學門檻
拼命招收學生，但是不敢公開學生的考試成績。這些大學反駁說：大學招生後段不等於是教學品質後段。

### 教育素質不良
學店所提供的教育資源以及教育素質都是相當的低落，學生或學生家長每學期繳納高額學費，而校方所提供的教學品質卻是沒有應當的水準，有些學店的教師沒有真心要教育學生，甚至校方要求老師迎合學生的不合理要求（例如：不可嚴格要求學生），許多學生也很喜歡挑戰法律（例如：未成年性交，抽煙，喝酒，騎車，侮辱師長和警察，也很喜歡在Instagram限時動態中分享自己的違法行為）給社會造成不少的困擾；學店的學生亦有存心混學歷文憑、不肯認真學習的份子存在。客觀而言：學店的學生真正具有該學階（高中職、專科或副學士、學士、碩士）程度的學生其實有限，有不少學生其實真正的水平不到該學階應有的水準。此外學店教師亦有其教學難處存在。

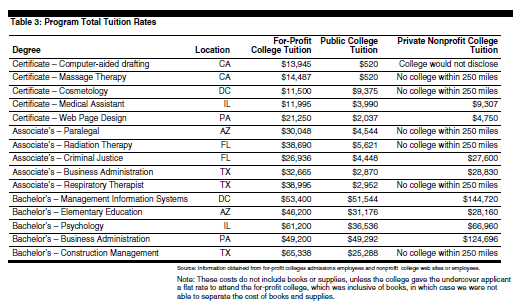
美國公立和私立學校收費比較表

### 學校教育經費落入私人口袋
大部份的學店的學校教育經費營運沒有透明化，導致校務經費有機會落入有心人士之手。

## 相關重要事件

### 台灣
2009年10月22日，因為靠學雜費收入的幾所後段大學招不到學生，大學招聯會宣佈再放寬入學標準。教育部表示，要把明年大學分發由原本的門檻5%下修到3%。也就是說學生只要大學聯招考試成績總和不要低於3%就有學校可以念。
少子化導致大學院校招生嚴重不足。教育部門與各界探討是否要關閉部份招生不足的大學，以免大學淪為有錢就可以念的學店。臺大校長李嗣涔表示09學年開始，各大學院校可以自訂最低錄取分數。而被記者問到那些是這一類大學，教育部高教司的專門委員楊玉蕙表示：「那些被外界罵得最兇」的學校。
有部份大學的研究所沒有專任教師，卻廣開研究所在職專班，被質疑是大學研究所學店化。

### 澳洲
2009年12月12日，澳洲聯邦政府展開澳洲傑出研究計畫（Excellence in Research for Australia），已於2011年初完成。這項計劃是澳洲第一個由官方發表的大學排名。駐澳大利亞台北經濟文化代表處文化組組長遲耀宗認為這樣的排名可以幫助學生篩選大學以避免選到學店式的大學，可以有效的減少學術被商業化。

## 資料來源
1. ↑  明年指考 排名後5%不分發 （页面存档备份，存于）, 蘋果日報 (台灣), 2008年10月31日
2. ↑  大學14分就可登記 的存檔，存档日期2016-03-04.
3. ↑  私立大學的輓歌5％的迷思[永久]
4. ↑  .   [2011-09-19]. （原始内容存档于2016-03-04）.
5. ↑  .   [2009-10-13]. （原始内容存档于2019-08-15）.
6. ↑  臺大學訂最低錄取門檻 避免18分進大學事件重演[永久]
7. ↑   (PDF).   [2009-12-20]. （原始内容存档 (PDF)于2017-03-29）.
8. ↑  澳洲首創大學排行供學生選校依據[永久]